# Свебодзинский повет
Свебодзинский повет (пол. Powiat świebodziński) — повет (район) в Польше, входит как административная единица в Любушское воеводство. Центр повета — город Свебодзин. Занимает площадь 937,45 км². Население — 56 290 человек (на 31 декабря 2015 года).

## Административное деление
- города: Свебодзин, Збоншинек
- городско-сельские гмины: Гмина Свебодзин, Гмина Збоншинек
- сельские гмины: Гмина Любжа, Гмина Лагув, Гмина Скомпе, Гмина Щанец

## Демография
Население повета дано на 31 декабря 2015 года.
| Перепись            | Всего  | Мужчины | Женщины |
| ------------------- | ------ | ------- | ------- |
| Всего               | 56 290 | 27 568  | 28 722  |
| Городское население | 27 017 | 12 889  | 14 128  |
| Сельское население  | 29 273 | 14 679  | 14 594  |